# Василёвская волость (Егорьевский уезд)
Василёвская волость — волость в составе Егорьевского уезда Рязанской губернии, существовавшая до 1922 года.

## История
Василёвская волость существовала в составе Егорьевского уезда Рязанской губернии. Административным центром волости была деревня Василево. В 1922 году Егорьевский уезд был включен в состав Московской губернии.
22 июня 1922 года волость была упразднена, селения волости присоединены к Поминовской и Двоенской волости.

## Состав
На 1885 год в состав Василёвской волости входило 2 села и 13 деревень.
| Вид     | Наименование | Население, чел. (1885 год) | Население, чел. (1905 год) |
| ------- | ------------ | -------------------------- | -------------------------- |
| село    | Спасское     | 43                         | 40                         |
| деревня | Василево     | 922                        | 859                        |
| деревня | Иваново      | 455                        | 418                        |
| деревня | Карцево      | 91                         | 108                        |
| деревня | Коврево      | 435                        | 506                        |
| деревня | Низкая       | 826                        | 630                        |
| деревня | Иньшино      | 711                        | 644                        |
| деревня | Ларинская    | 524                        | 519                        |
| деревня | Панино       | 558                        | 594                        |
| деревня | Суханово     | 633                        | 505                        |
| деревня | Пановская    | 579                        | 508                        |
| деревня | Каменская    | 352                        | 227                        |
| деревня | Фролково     | 386                        | 467                        |
| деревня | Курбатиха    | 56                         | 54                         |
| село    | Пырково      | 14                         | 21                         |

## Природные условия
Земля в волости была посредственная, почва преимущественно супесчаная, луга полевые — суходольные и лесные, в меньшей степени заливные по р. Цне и р. Тетерелевке, трава плохая. Лес больше дровяной, строевой только в одной общине.

## Землевладение, агрокультура
Землевладение в волости было общинное. В 12 общинах земля была поделена по ревизским душам, в 3 общинах — по работникам. Луга в 7 общинах делились ежегодно, в остальных ежегодно делились только ближние покосы. Лес в одной общине рубился ежегодно, в остальных — по необходимости (раз в 1-3 года). Паровое поле удобрялось не всё, часть поля не удобрялась и не засевалась. На десятину клалось навоза от 200 до 300 куч. Под рожь, гречиху и овес пахали и бороновали 2 раза, под картофель — 3-4 раза.

## Местные занятия, промыслы, инфраструктура
Из местных промыслов преобладали бондарный (391 бондарь), тканье нанки и размотка бумаги. Имелось также 7 сапожников, 6 овчинников, 8 пильщиков, 10 плотников, 21 вощник, 4 кузнеца и пр. В Василёвской волости имелись 2 водяные и 1 ветряная мельница, 2 овчинные мастерские, 3 паточных и 1 тёрочное заведение, 1 маслобойня, 1 клееварня, 1 воскобойня, 1 иконописная мастерская, 5 кузниц, 1 ренсковый погреб, 5 питейных заведений, 1 молочная и 3 чайных лавки. Школы имелись в с. Спасс-Леоновщине, д.д. Низкой и Суханово.

## Храмы
- Храм во имя Преображения Господня в Спасс-Леоновщине
- Храм во имя Пресвятой Живоначальной Троицы в Низком